# Ioan Străjescu
Ioan C. Străjescu (n. 1833 – d. 1873) a fost un om politic, membru fondator al Academiei Române.
De origine basarabeană, Ioan Străjescu a fost inițial militar în cadrul Armatei Imperiale Ruse, apoi s-a retras și s-a stabilit la București, unde s-a dedicat vieții politice. A continuat să păstreze legătura și cu alți patrioți și unioniști basarabeni, cum ar fi Alexandru Hâjdeu sau Nicolae Casso.
Ioan Străjescu a solicitat, în 1867, renunțarea la cetățenia rusă, în favoarea celei române, ceea ce s-a întâmplat la 10 februarie 1868. Străjescu a fost apoi ales deputat și a fost membru fondator al Academiei Române.
Ioan Străjescu a decedat în 1873 în București. A lăsat prin testament întreaga sa avere statului român.